# Roserar

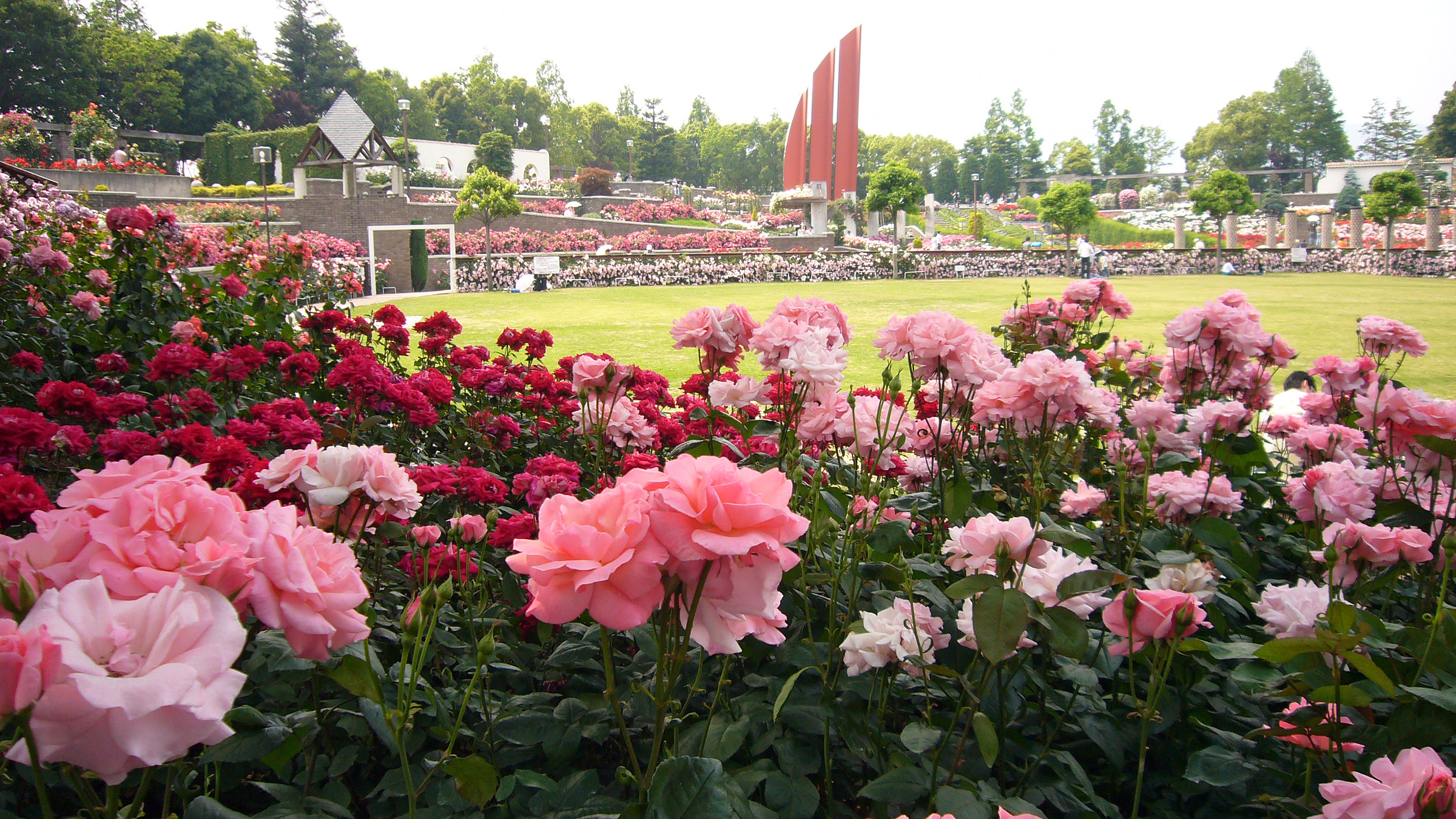
Roserar d'Aramaki (Japó)

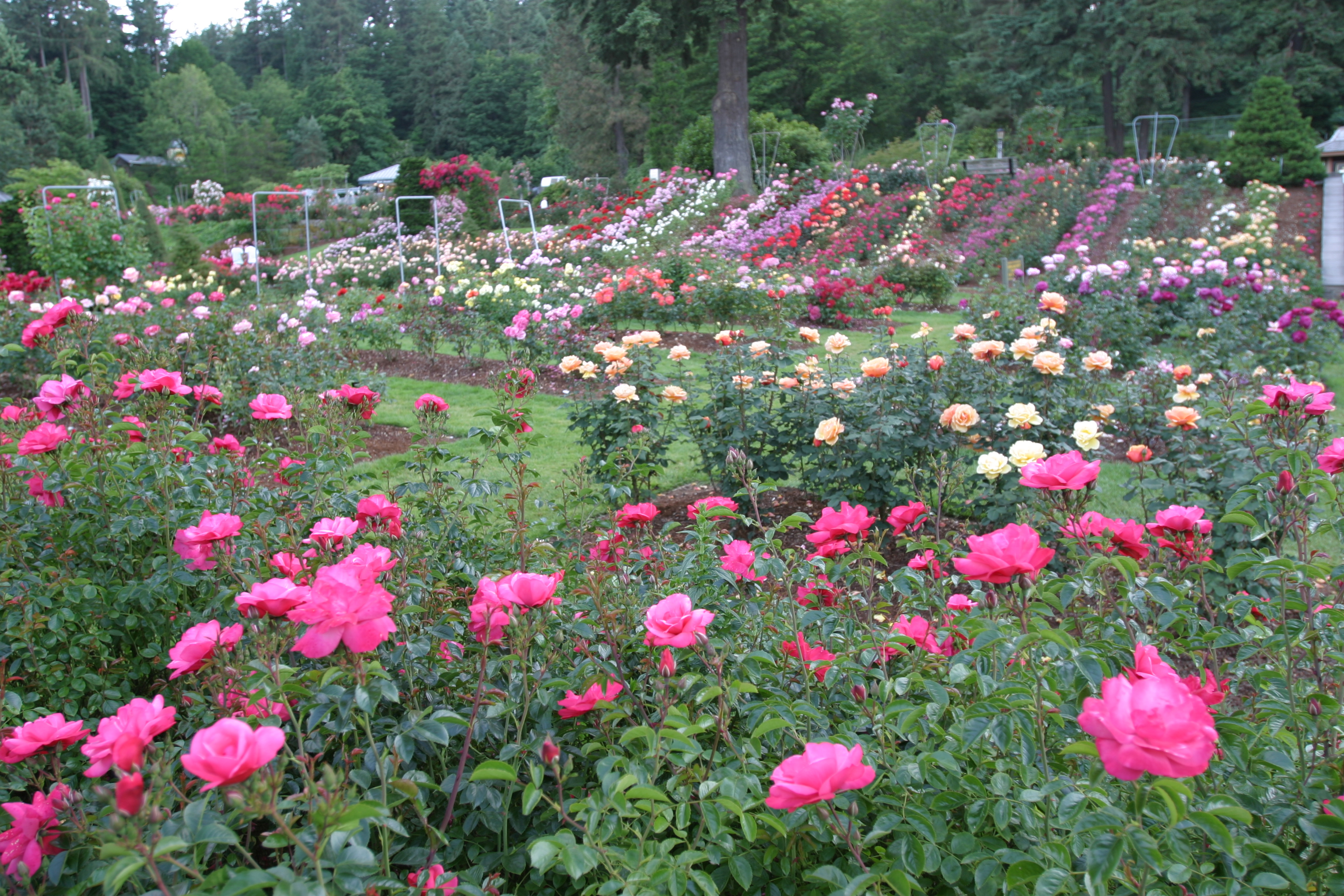
International Rose Test Garden a Portland (Oregon)

Un roserar és un jardí, o sovint una part molt important d'un jardí, on hi ha plantats principalment  rosers. Per a certs autors, convé distingir el « roserar », en tant que col·lecció  botànica, del « jardí de roses », de vocació ornamental.
N'és un exemple el Roserar Cervantes de Barcelona, de cinc hectàrees de superfície i que existeix des de 1965.

## Història
La rosa s'ha valorat des d'antic per la seva bellesa i fragància. L'acompanya també una llarga història de simbolisme i significat al llarg de les diverses civilitzacions de la cultura occidental, com la identificació de la flor amb les deesses grega i romana de l'amor (Afrodita i Venus, respectivament) o la llegenda de Sant Jordi.
Al segle xviii ja existien zones ornamentals de jardins europeus dedicades a les roses, a les quals hom podia presumir de plantar espècies recent importades d'Àsia, incloent varietats com Alba, Damasco, Centifolia, Gallica i Moss.
Sembla però que el cultiu de rosers en tant que col·lecció botànica no va començar a Europa fins al segle xix. Un dels més antics es troba al jardí del castell de Malmaison, a Rueil-Malmaison. En 1805 es va crear el roserar del Jardí de Plantes de Lió i en 1899 el primer jardí completament dedicat a les roses de col·lecció, el roserar de Val-de-Marne de L'Haÿ-les-Roses, prototip de roserar clàssic.
En 1867 hom va crear la primera rosa de té híbrida, cosa que va marcar el començament de l'època moderna quant a roses i roserars. Així, s'anomenen clàssics els roserars i espècies de roses anteriors a aquest any i moderns els posteriors, que incluen varietats fetes a partir de creuaments.
En 1903 vanéixer l'Europa-Rosarium de Sangerhausen, que amb els seus 60.000 rosers de 8.000 formes diferents és el major del món.